# Ivan Lazarev
Pour les articles homonymes, voir Lazarev.
Ivan Davidovitch Lazarev (en russe Иван Давидович Лазарев), né 17 octobre 1820 à Chouchi et mort le 14 août 1879 à Tbilissi, est un général russe.

## Biographie
Il entre dans l'armée du Caucase en 1839 et est promu officier en 1842. En 1877, général, il combat Chamil au Daguestan puis prend part en 1877-1878 à la guerre contre les Turcs et commande une expédition contre Akhal dans le but de conquérir la partie sud du Turkestan (1878-1879), mais il meurt de dysenterie à Tbilissi. À sa mort, le général Nikolaï Lomakine commande l'expédition de l'oasis d'Akhal-Téké, mais il doit battre en retraite à Guéok-Téké et transmettre le commandement au général Tergoukassov.